# Phương trình Landau-Lifshitz-Gilbert
Phương trình Landau-Lifshitz-Gilbert (Landau-Lifshitz-Gilbert equation, viết tắt là phương trình LLG) là một phương trình vi phân đạo hàm riêng được đặt tên theo các nhà vật lý Lev Landau, Evgeny Lifshitz và T. L. Gilbert mô tả chuyển động hồi chuyển của mômen từ hay độ từ hóa trong chất rắn. Phương trình này được bổ sung bởi Gilbert từ phương trình Landau-Lifshitz nguyên bản.

## Phương trình Landau-Lifshitz nguyên bản
Phương trình Landau-Lifshitz được xây dựng bởi hai nhà vật lý Xô Viết là Lev Landau và Evgeny Lifshitz và được công bố vào năm 1935. Phương trình này mô tả chuyển động của độ từ hóa qua đó lý giải về lý thuyết sự tồn tại của các đômen từ:
{\displaystyle {\frac {d\mathbf {M} }{dt}}=\gamma \left[\mathbf {M} ,\mathbf {H} \right]-\alpha {\frac {\gamma }{M}}\left[\mathbf {M} ,\left[\mathbf {M} ,\mathbf {H} \right]\right].\qquad }
Với: α là hệ số tắt dần hiện tượng luận Landau-Lifshitz phụ thuộc vào vật liệu rắn, γ là tỉ số từ cơ của điện tử. M, H lần lượt là độ từ hóa và từ trường ngoài, t là thời gian.

## Phương trình Landau-Lifshitz-Gilbert đầy đủ
Phương trình Landau-Lifshitz có thể ứng dụng tốt cho việc tính toán các hệ với hệ số tắt dần nhỏ, nhưng lại trở nên sai lệch nhiều khi hệ số tắt dần lớn. Để bổ sung điều này, Gilbert đã sửa đổi lại phương trình này vào năm 1955 và thay đổi hệ số tắt dần bằng hệ số tắt dần khác, và phương trình trở thành,:
{\displaystyle {\frac {d\mathbf {M} }{dt}}=\gamma [\mathbf {M} ,\mathbf {H} ]-{\frac {\alpha }{M}}\left[\mathbf {M} ,{\frac {d\mathbf {M} }{dt}}\right].\qquad }
Ở đây, α được gọi là hằng số tắt dần Gilbert, và mọi nghiệm của phương trình này đều thỏa mãn phương trình Landau-Lifshitz nguyên bản khi thay γ bởi γ/(1+α2). Phương trình có thể khai triển dưới dạng véctơ như sau:
{\displaystyle {d{\vec {M}} \over dt}=-|\gamma |{\vec {M}}\times {\vec {H}}_{\mathrm {eff} }-{|\gamma |\alpha  \over M_{s}}{\vec {M}}\times ({\vec {M}}\times {\vec {H}}_{\mathrm {eff} })\qquad }

## Ứng dụng của phương trình LLG
Phương trình LLG là một trong những phương trình cơ bản sử dụng trong các tính toán về vi từ học để xác định trạng thái và cấu hình từ hóa trong các hệ spin. LLG đặc biệt hiệu quả trong các hệ các cấu trúc từ nhỏ. Để xác định trạng thái, người ta còn kết hợp với bài toán xác định năng lượng vi từ của hệ. Hai hệ phần mềm rất thông dụng sử dụng phương trình LLG để mô phỏng trạng thái các cấu trúc từ nhỏ là OOMMF (phát triển bởi Viện Tiêu chuẩn và Công nghệ Quốc gia Hoa Kỳ) và NMAG (phát triển bởi Trường Đại học Southampton, Anh Quốc), và một số nhóm chương trình mô phỏng khác kết hợp với bài toán năng lượng vi từ,.